# Thoth (mês egípcio)

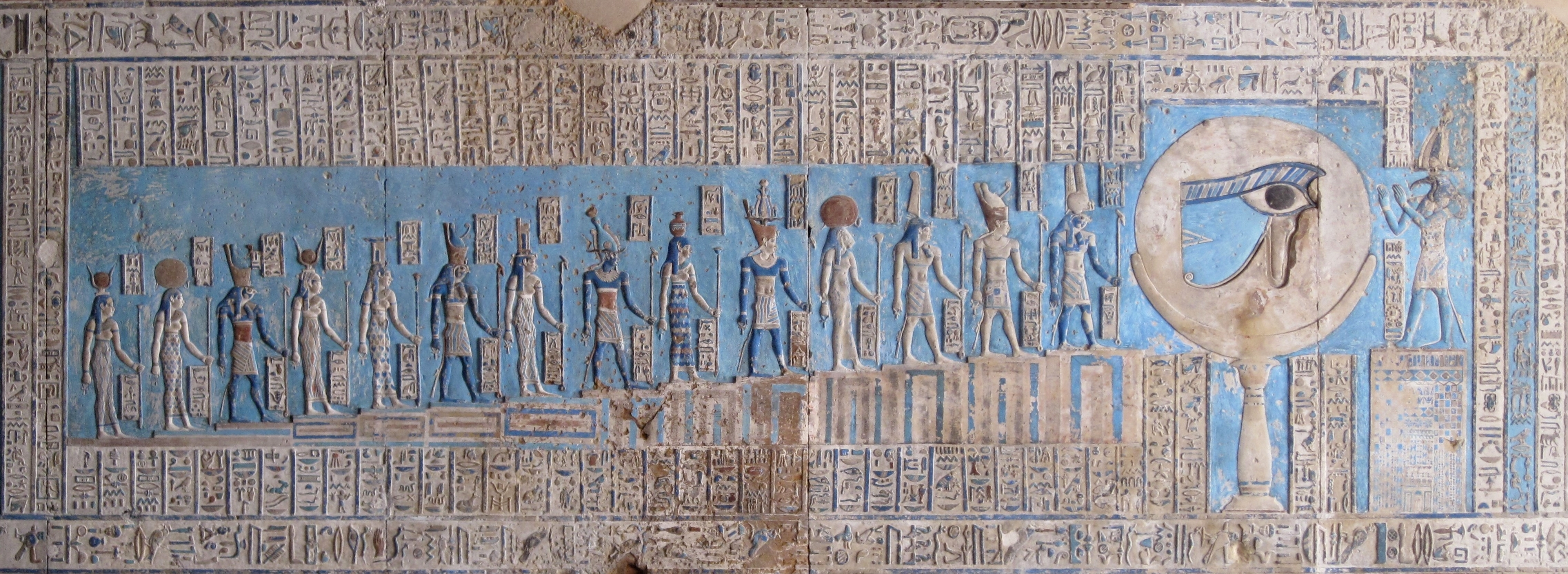
Imagem.

Thoth, do grego Θωθ, é o primeiro mês do antigo calendário egípcio.
O calendário egípcio antigo consistia em anos de trezentos e sessenta e cinco dias, sem a correção do ano bissexto, e começava no primeiro dia de Thoth. Este calendário se movia com relação às estações, em um período de mil, quatrocentos e sessenta anos.
O período sótico, ou período canicular, se iniciava quando o nascimento heliacal da estrela Sirius (a estrela do cão) ocorria no primeiro dia de Thoth.
Após a reforma alexandrina, do ano 25 a.C., o ano egípcio passou a ser síncrono com as estações  e o mês Thoth começava no dia 29 de agosto.